# Lippertshofen (Gaimersheim)
Lippertshofen ist ein Gemeindeteil des Marktes Gaimersheim und eine Gemarkung im oberbayerischen Landkreis Eichstätt.

## Lage
Der Kirchdorf liegt in der Südlichen Frankenalb südlich des Reisberges und westlich der Kreisstraße EI 10. Im Norden befindet sich Böhmfeld, im Süden Gaimersheim.

## Namensdeutung
Der Ortsname geht wohl auf den Personennamen Liutpold zurück.

## Geschichte

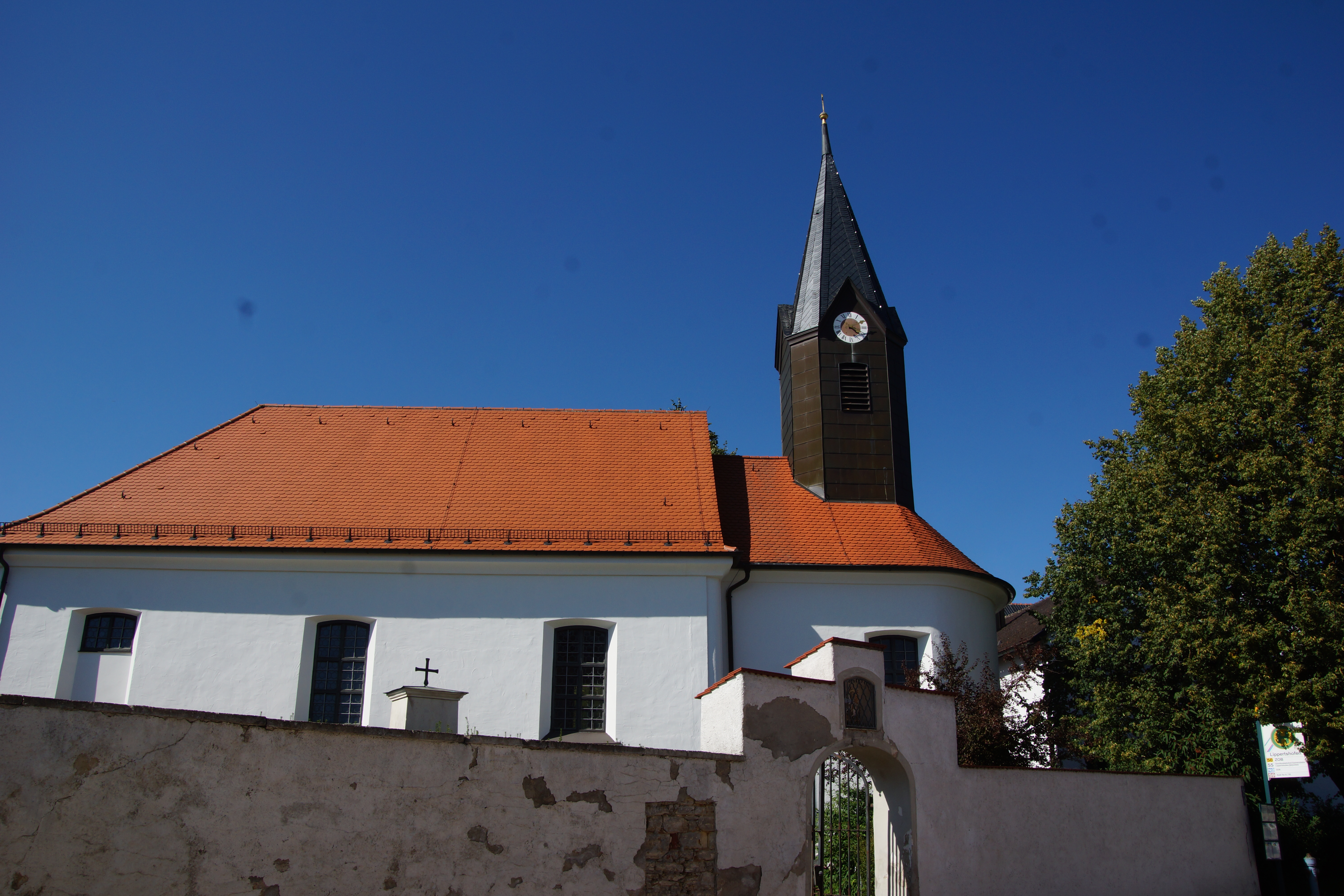
Die Kirche St. Georg und Leonhard in Lippertshofen

Bei Lippertshofen sind Grabhügel aus der Bronzezeit nachgewiesen. Südlich des Dorfes wurde ein hallstattzeitliche und eine römische Siedlung gefunden. Lippertshofen ist außerdem ein Fundort von Eisenvotivopfern zu Ehren des hl. Leonhard.
Der Ort gehört zu den ersten Erwerbungen der Kirche von Eichstätt. Laut der Kastler Reimchronik vertauschte der seit 1099 regierende Eichstätter Bischof Eberhard vor dem Jahr 1103 Güter in „Leopoldshoven“, dem heutigen Lippertshofen, an Graf Otto von Habsberg-Kastl, der diese Güter zehentfrei an das in Gründung befindliche Benediktinerkloster Kastl übergab. Das Kloster hat aber wahrscheinlich schon früh diese Güter weiterveräußert. Zwischen 1182 und 1189 weihte der Eichstätter Bischof Otto hier eine Kirche. 1186 bestätigte Papst Urban III. den Besitz des Eichstätter Domkapitels in Lippertshofen. In einer Urkunde von 1187 ist mit Chuno von Lupoldeshoven ein Ortsadeliger erwähnt. 1196 übergab der Eichstätter Ministeriale Merboto von Pfünz – die Herren von Pfünz stammten aus Lippertshofen – ein Gut zu Lippertshofen, genannt „am Stein“, der Marienkirche zu Eichstätt.
Grundbesitz hatte im Dorf auch das Benediktinerinnenkloster St. Walburg in Eichstätt: 1292 übergab das Kloster einen Hof zu „Lupeltzhoffen“ der Witwe des dortigen Meiers und deren Kindern; dieses Lehen übertrug das Kloster 1338 Conrad dem Wiedemann von Eitensheim und 1393 an Peter Widenman.
1305 wurde in der Auseinandersetzung zwischen der Kirche von Eichstätt und dem Herzog von Bayern um das Hirschberger Erbe „Liupolteshouen“ schiedsgerichtlich dem Bischof von Eichstätt zugesprochen. 1336 verkaufte der Eichstätter Bischof Heinrich V. Schenk von Reicheneck zur Deckung von Schulden das Widum an eine Frau Kunigunde und ihren Sohn Albert zu „Leupoldshoffen“ als Leibbeding. 1400 bestätigte Papst Bonifaz IX. die Stiftung eines Hofes im Dorf zum Unterhalt des Leprosenhauses in Eichstätt. Circa 1479 wurde die Pfarrkirche St. Georg, die vorher Filialkirche von Eitensheim war und an der auch eine Wallfahrt zum hl. Leonhard bestand, um- oder neugebaut; 1771/72 erfolgte ein Neubau der im barocken Stil mit teilweise klassizistischer Ausstattung (heute Filialkirche von Hitzhofen). Bis zum Ende des Alten Reiches 1802 unterstand Lippertshofen mit seinen 34 Anwesen hoch- und niedergerichtlich dem Landvogteiamt Eichstätt. Dem Hofkastenamt Eichstätt gehörten 23 Anwesen, dem Domkapitel Eichstätt zehn Anwesen und dem bayerischen Hofkastenamt Ingolstadt ein Anwesen. Außerdem verfügte das Kirchdorf über ein Hirtenhaus.
Im Zuge der Säkularisation von 1802/03 kam Lippertshofen mit dem Landvogtamt Eichstätt an den Großherzog Erzherzog Ferdinand III. von Salzburg-Toskana und 1806 an das Königreich Bayern. Hier wurde das Dorf dem Steuerdistrikt Hitzhofen zugeordnet. Das zweite Gemeindeedikt von 1818 brachte wieder die gemeindliche Selbständigkeit von Lippertshofen. Diese Gemeinde gehörte zum Landgericht und Rentamt Ingolstadt, 1819 bis 1832 zum Leuchtenbergischen Stadt- und Herrschaftsgericht Eichstätt. 1830 wohnten in den 34 Anwesen Lippertshofens 170 Personen. Drei Jahrzehnte nach dem Ende des Leuchtenbergischen Fürstentums Eichstätt und dessen Rückfall an Bayern wurde 1862 die Gemeinde Lippertshofen zusammen mit den Gemeinden Hitzhofen und Oberzell vom Landgericht Eichstätt abgetrennt und dem Landgericht Kipfenberg zugeteilt.
1950 war Lippertshofen auf 45 Anwesen mit 296 Einwohnern angewachsen. 1952 wurde eine zentrale Wasserversorgung geschaffen. Eine Flurbereinigung erfolgte 1960, eine Abwasserkanalisierung 1972. 1961 ergab die Volkszählung für Lippertshofen 249 Einwohner in 66 Wohngebäuden. Bis 1976 konnte der Ort seine gemeindliche Selbständigkeit bewahren; zum 1. Januar 1976 wurde er nach Gaimersheim in den seit 1972 oberbayerischen Landkreis Eichstätt eingemeindet. 1983 zählte man in Lippertshofen zwölf landwirtschaftliche Vollerwerbs- und acht Nebenerwerbsbetriebe. Die Einwohnerzahl lag in diesem Jahr bei 900. 2000 wurden bereits 1531 Bewohner gezählt. 2010 nahm ein genossenschaftlich organisierter Dorfladen seinen Betrieb auf.

## Persönlichkeiten
- Johannes Stuber (* 1566 in Lippertshofen; † 1. Juni 1623), ab 1601 Professor und ab 1612 Dekan der juristischen Fakultät der Universität Ingolstadt[19]